# Данверс (Минесота)
Данверс (енгл. Danvers) град је у америчкој савезној држави Минесота.

## Демографија
По попису из 2010. године број становника је 97, што је 11 (-10,2%) становника мање него 2000. године.
| Група             | 2000.        | 2010.      |
| Белци             | 108 (100,0%) | 95 (97,9%) |
| Афроамериканци    | 0 (0,0%)     | 0 (0,0%)   |
| Азијати           | 0 (0,0%)     | 0 (0,0%)   |
| Хиспаноамериканци | 0 (0,0%)     | 1 (1,0%)   |
| Укупно            | 108          | 97         |